# Dennenloher See
Der Dennenloher See liegt bei Dennenlohe im Landkreis Ansbach im Dennenloher Forst, einem großen Wald- und Heidegebiet. Der See hat eine Wasseroberfläche von 20 ha. Er liegt in Luftlinie etwa zehn km westlich von Gunzenhausen und gut sieben km nördlich von Wassertrüdingen.
Der See zählt touristisch zum künstlich geschaffenen Fränkischen Seenland und ist dessen kleinstes Stillgewässer. Anders als die größeren Seen der Gruppe dient er nicht dazu, das nordbayerische Wassermangelgebiet durch die Donau-Main-Überleitung zu versorgen.
Seit der Inbetriebnahme von Altmühlsee und Kleinem Brombachsee wird der Dennenloher See weniger frequentiert. Er ist interessant für Angler und Wanderer. Am Ufer liegt ein Campingplatz.
Der See liegt am Limesweg des Fränkischen Albvereins, einem Teilabschnitt des Deutschen Limes-Wanderwegs.